# T. T. Krishnamachari

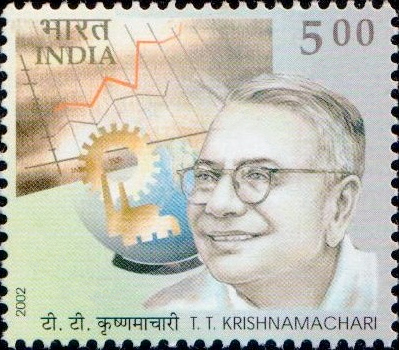
T. T. Krishnamachari

T. T. Krishnamachari ⓘ (Tiruvellore Thattai Krishnamachari; Tamil தி. த. கிருஷ்ணமாச்சாரி; * 26. November 1899 in Madras; † 7. März 1974 ebenda) war ein bekannter tamilisch-indischer Politiker des Indischen Nationalkongresses (INC). Er war unter anderem von 1952 bis 1967 Mitglied der Lok Sabha. In den Jahren 1957 und 1958 sowie 1964 und 1965 war er Finanzminister Indiens.

## Leben

### Studium und Politiker in Britisch-Indien
Krishnamachari, der zum Volk der Tamilen gehörte, absolvierte nach dem Besuch des Madras Christian College ein grundständiges Studium an der University of Madras, das er mit einem Bachelor of Arts (B.A.) abschloss. Danach war er als Geschäftsmann tätig und gründete 1928 das Unternehmen TTK Group.
Seine politische Laufbahn begann er bereits in Britisch-Indien und war zunächst zwischen 1937 und 1942 Mitglied der Legislativversammlung von Madras sowie anschließend von 1942 bis 1945 Mitglied der Zentralen Legislativversammlung.
In der unmittelbaren Zeit vor der Unabhängigkeit Indiens vom Vereinigten Königreich wurde Krishnamachari 1946 zunächst Mitglied der Verfassunggebenden Versammlung und danach 1947 Mitglied des Provisorischen Parlaments. Während dieser Zeit gehörte er 1948 der indischen Delegation bei einer Finanzkonferenz in London an.

### Mitglied der Lok Sabha und Unionsminister
1952 wurde er mit 40,7 Prozent für den Indischen Nationalkongress zum Mitglied der ersten Lok Sabha gewählt, der ersten Kammer des indischen Parlaments, und vertrat dort zunächst bis 1957 den Lok-Sabha-Wahlkreis Madras.
Zugleich wurde Krishnamachari 1952 von Premierminister Jawaharlal Nehru erstmals in die Unionsregierung berufen und bekleidete im Kabinett Nehru bis 1955 das Amt des Ministers für Handel und Industrie sowie anschließend zwischen 1955 und 1956 das Amt des Minister für Handel, Industrie, Eisen und Stahl, ehe er von 1956 bis 1957 Minister für Finanzen, Eisen und Stahl. 1954 legte er den Entwurf zum Dritten Zusatz zur Verfassung Indiens vor, der sich mit Industrie- und Handelsthemen befasste. 1956 eröffnete er die Medical School in Kurnool.
Nach der Auflösung seines bisherigen Wahlkreises wurde er mit 45,9 Prozent bei der Parlamentswahl 1957 im Lok-Sabha-Wahlkreis Chennai South wieder zum Mitglied der Lok Sabha gewählt, der er bis 1962 angehörte.
Am 17. April 1957 übernahm Krishnamachari als Nachfolger von Chintamanrao Deshmukh in der Regierung von Premierminister Nehru das Amt des Finanzministers und bekleidete dieses Ministeramt bis zu seinem Rücktritt in Folge des sogenannten Mudhra-Skandals am 18. Februar 1958. Im Anschluss übernahm Premierminister Nehru zunächst selbst das Amt des Finanzministers.
Bei der Parlamentswahl 1962 wurde er im Lok-Sabha-Wahlkreis Tiruchendur ohne Gegenkandidaten wieder zum Mitglied der Lok Sabha gewählt und fungierte anschließend als Minister ohne Geschäftsbereich in der Unionsregierung von Nehru. Im zu Ehren wurde 1962 das T. T. Krishnamachari Auditorium in Mylapore gebaut.
Als Nachfolger von Morarji Desai wurde Krishnamachari 1964 erneut Finanzminister in der Regierung von Lal Bahadur Shastri, dem Nachfolger Nehrus als Premierminister, und behielt dieses Ministeramt bis zu seiner Ablösung durch Sachindra Chaudhuri 1965. Bei der Parlamentswahl 1967 kandidierte er nicht erneut für ein Mandat in der Lok Sabha und zog sich aus der Politik zurück.